# Svizzera ai Giochi della XXIX Olimpiade
La Svizzera ha partecipato ai Giochi della XXIX Olimpiade di Pechino, svoltisi dall'8 al 24 agosto 2008, con una delegazione di 83 atleti.

## Medaglie
| Medaglia | Atleta                                                                | Sport       | Evento                   |
| -------- | --------------------------------------------------------------------- | ----------- | ------------------------ |
| Oro      | Fabian Cancellara                                                     | Ciclismo    | Cronometro maschile      |
| Oro      | Roger Federer Stan Wawrinka                                           | Tennis      | Doppio maschile          |
| Argento  | Fabian Cancellara                                                     | Ciclismo    | Corsa in linea maschile  |
| Bronzo   | Karin Thürig                                                          | Ciclismo    | Cronometro femminile     |
| Bronzo   | Sergei Aschwanden                                                     | Judo        | 90 kg maschile           |
| Bronzo   | Nino Schurter                                                         | Ciclismo    | Cross country maschile   |
| Bronzo   | Christina Liebherr Pius Schwizer Niklaus Schurtenberger Steve Guerdat | Equitazione | Salto ostacoli a squadre |

### Medaglie per disciplina
| Sport       | Oro | Argento | Bronzo | Totale |
| ----------- | --- | ------- | ------ | ------ |
| Ciclismo    | 1   | 1       | 2      | 4      |
| Tennis      | 1   | 0       | 0      | 1      |
| Judo        | 0   | 0       | 1      | 1      |
| Equitazione | 0   | 0       | 1      | 1      |

### Plurimedagliati
| Atleta            | Sport    | Oro | Argento | Bronzo | Totale |
| ----------------- | -------- | --- | ------- | ------ | ------ |
| Fabian Cancellara | Ciclismo | 1   | 1       | 0      | 2      |

## Atletica leggera
| Gara     | Atleta            | Batterie | Batterie | Quarti | Quarti | Semifinali | Semifinali | Finale    | Finale |
| Gara     | Atleta            | Tempo    | Pos.     | Tempo  | Pos.   | Tempo      | Pos.       | Tempo     | Pos.   |
| -------- | ----------------- | -------- | -------- | ------ | ------ | ---------- | ---------- | --------- | ------ |
| 200 m    | Marco Cribari     | 20"98    | 5        |        |        |            |            |           |        |
| 200 m    | Marc Schneeberger | 20"86    | 4        | 21"48  | 8      |            |            |           |        |
| 5000 m   | Philipp Bandi     |          |          |        |        | 13'59"68   | 10         |           |        |
| Maratona | Viktor Röthlin    |          |          |        |        |            |            | 2h 10'35" | 6      |

| Gara           | Atleta       | Qualificazioni | Qualificazioni | Finale | Finale |
| Gara           | Atleta       | Misura         | Pos.           | Misura | Pos.   |
| -------------- | ------------ | -------------- | -------------- | ------ | ------ |
| Salto in lungo | Julien Fivaz | 7,53 m         | 36             |        |        |

| Gara             | Atleta         | Qualificazioni | Qualificazioni | Finale | Finale |
| Gara             | Atleta         | Misura         | Pos.           | Misura | Pos.   |
| ---------------- | -------------- | -------------- | -------------- | ------ | ------ |
| Salto con l'asta | Nicole Büchler | 4,30 m         | 22             |        |        |

| Prova                | Linda Züblin | Linda Züblin | Linda Züblin |
| Prova                | Risultato    | Punti        | Pos.         |
| -------------------- | ------------ | ------------ | ------------ |
| 100 metri ostacoli   | 13"90        | 993          | 27           |
| Salto in alto        | 1,62 m       | 759          | 41           |
| Getto del peso       | 12,34 m      | 684          | 34           |
| 200 metri            | 24"99        | 888          | 27           |
| Salto in lungo       | 5,74 m       | 771          | 36           |
| Tiro del giavellotto | 47,19 m      | 806          | 11           |
| 800 metri            | 2'18"68      | 842          | 24           |
| Totale               |              | 5743         | 30           |

## Badminton
| Gara              | Atleta            | Turno 1                            | Sedicesimi                                     | Ottavi | Quarti | Semifinali | Finale |
| ----------------- | ----------------- | ---------------------------------- | ---------------------------------------------- | ------ | ------ | ---------- | ------ |
| Singolo maschile  | Christian Bösiger | bye                                | Przemysław Wacha (Polonia) 12-21, 21-11, 19-21 |        |        |            |        |
| Singolo femminile | Jeanine Cicognini | Ana Moura (Portogallo) 21-9, 21-13 | Anna Rice (Canada) 11-21, 13-21                |        |        |            |        |

## Beach volley

### Torneo maschile
La Svizzera è stata rappresentata da due coppie: la prima formata da Patrick Heuscher e Sascha Heyer, la seconda da Martin Laciga e Jan Schnider.

#### Prima fase
Gruppo B
| 9 agosto  | 22:00 | Heyer - Heuscher    | 2-0 (21-13, 21-17)        | Conde - Baracetti   | Beach Volleyball Ground |
| 11 agosto | 22:00 | Rogers - Dalhausser | 2-0 (21-15, 21-10)        | Heyer - Heuscher    | Beach Volleyball Ground |
| 13 agosto | 18:00 | Heyer - Heuscher    | 1-2 (17-21, 23-21, 13-15) | Samoilovs - Pļaviņš | Beach Volleyball Ground |

| posiz | squadra                           | G | W | P | Sv | Sp | Pf  | Ps  | Pts |
| ----- | --------------------------------- | - | - | - | -- | -- | --- | --- | --- |
| 1     | Samoilovs - Pļaviņš (Lettonia)    | 3 | 2 | 1 | 4  | 3  | 139 | 134 | 5   |
| 2     | Rogers - Dalhausser (Stati Uniti) | 3 | 2 | 1 | 4  | 2  | 121 | 92  | 5   |
| 3     | Heyer - Heuscher (Svizzera)       | 3 | 1 | 2 | 3  | 4  | 120 | 129 | 4   |
| 4     | Conde - Baracetti (Argentina)     | 3 | 1 | 2 | 2  | 4  | 99  | 124 | 4   |

Gruppo E
| 9 agosto  | 10.00 | Nummerdor - Schuil   | 2-0 (21-14, 21-15) | Laciga M. - Schnider | Beach Volleyball Ground |
| 11 agosto | 23:00 | Klemperer - Koreng   | 0-2 (15-21, 15-21) | Laciga M. - Schnider | Beach Volleyball Ground |
| 13 agosto | 19:00 | Kjemperud - Skarlund | 0-2 (17-21, 13-21) | Laciga M. - Schnider | Beach Volleyball Ground |

| posiz | squadra                          | G | W | P | Sv | Sp | Pf  | Ps  | Pts |
| ----- | -------------------------------- | - | - | - | -- | -- | --- | --- | --- |
| 1     | Nummerdor - Schuil (Paesi Bassi) | 3 | 3 | 0 | 6  | 1  | 133 | 106 | 6   |
| 2     | Laciga M. - Schnider (Svizzera)  | 3 | 2 | 1 | 4  | 2  | 113 | 102 | 5   |
| 3     | Klemperer - Koreng (Germania)    | 3 | 1 | 2 | 2  | 5  | 118 | 132 | 4   |
| 4     | Kjemperud - Skarlund (Norvegia)  | 3 | 0 | 3 | 2  | 6  | 123 | 147 | 3   |

Ripescaggi
| 14/08/2008 | 22.00 | Heyer - Heuscher | 0-2 (11-21, 19-21) | Gosch - Horst | Beach Volleyball Ground |

#### Seconda fase
| Ottavi di finale | Ottavi di finale | Ottavi di finale     | Ottavi di finale          | Ottavi di finale    | Ottavi di finale        |
| ---------------- | ---------------- | -------------------- | ------------------------- | ------------------- | ----------------------- |
| 16 agosto        | 09.00            | Laciga M. - Schnider | 1-2 (16-21, 23-21, 13-15) | Rogers - Dalhausser | Beach Volleyball Ground |

### Torneo femminile
La Svizzera ha partecipato con la coppia formata da Simone Kuhn e Lea Schwer.

#### Prima fase
| 9 agosto  | 11:00 | Tian Jia - Wang     | 2-0 (21-12, 21-18) | Kuhn - Schwer | Beach Volleyball Ground |
| 11 agosto | 14:00 | Maaseide - Glesnes  | 2-0 (21-11, 21-17) | Kuhn - Schwer | Beach Volleyball Ground |
| 13 agosto | 13:00 | Van Breedam - Mouha | 2-0 (21-18, 21-17) | Kuhn - Schwer | Beach Volleyball Ground |

| posiz | squadra                       | G | W | P | Sv | Sp | Pf  | Ps  | Pts |
| ----- | ----------------------------- | - | - | - | -- | -- | --- | --- | --- |
| 1     | Tian Jia - Wang (Cina)        | 3 | 3 | 0 | 6  | 2  | 146 | 126 | 6   |
| 2     | Maaseide - Glesnes (Norvegia) | 3 | 2 | 1 | 5  | 2  | 130 | 121 | 5   |
| 3     | Van Breedam - Mouha (Belgio)  | 3 | 1 | 2 | 3  | 4  | 135 | 134 | 4   |
| 4     | Kuhn - Schwer (Svizzera)      | 3 | 0 | 3 | 0  | 6  | 93  | 126 | 3   |

## Canoa/kayak
| Gara        | Atleta       | Preliminari | Preliminari | Preliminari | Preliminari | Semifinali | Semifinali | Finale | Finale | Finale | Finale |
| Gara        | Atleta       | Manche 1    | Manche 2    | Totale      | Pos.        | Tempo      | Pos.       | Tempo  | Pos.   | Totale | Pos.   |
| ----------- | ------------ | ----------- | ----------- | ----------- | ----------- | ---------- | ---------- | ------ | ------ | ------ | ------ |
| K1 maschile | Michael Kurt | 87"58       | 91"08       | 178"66      | 17          |            |            |        |        |        |        |

## Canottaggio
| Gara    | Atleta          | Batterie | Batterie | Quarti/ Ripescaggi | Quarti/ Ripescaggi | Semifinali | Semifinali | Finale  | Finale       |
| Gara    | Atleta          | Tempo    | Pos.     | Tempo              | Pos.               | Tempo      | Pos.       | Tempo   | Pos.         |
| ------- | --------------- | -------- | -------- | ------------------ | ------------------ | ---------- | ---------- | ------- | ------------ |
| Singolo | André Vonarburg | 7'26"21  | 2        | 7'02"29            | 3                  | 7'14"64    | 5          | 7'13"07 | 3 (finale B) |

## Ciclismo

### BMX
| Gara          | Atleta             | Qualificazione | Qualificazione | Quarti | Quarti | Semifinali | Semifinali | Finale | Finale |
| Gara          | Atleta             | Tempo          | Pos.           | Punti  | Pos.   | Punti      | Pos.       | Tempo  | Pos.   |
| ------------- | ------------------ | -------------- | -------------- | ------ | ------ | ---------- | ---------- | ------ | ------ |
| BMX maschile  | Roger Rinderknecht | 36"466         | 14             | 12     | 3      | 19         | 7          |        |        |
| BMX femminile | Jenny Fähndrich    | 38"209         | 9              |        |        | 17         | 6          |        |        |

### Su pista
| Gara                  | Atleta       | Qualificazione | Qualificazione | Secondo turno | Secondo turno | Secondo turno | Finale | Finale     |
| Gara                  | Atleta       | Tempo          | Pos.           | Tempo         | Avversario    | Pos.          | Tempo  | Avversario |
| --------------------- | ------------ | -------------- | -------------- | ------------- | ------------- | ------------- | ------ | ---------- |
| Individuale femminile | Karin Thürig | 3'40"862       | 9              |               |               |               |        |            |

| Gara             | Atleta                     | Punti | Pos. |
| ---------------- | -------------------------- | ----- | ---- |
| Madison maschile | Franco Marvulli Bruno Risi | 3     | 11   |

### Su strada e Cross country
| Gara                     | Atleta              | Tempo        | Posizione    |
| ------------------------ | ------------------- | ------------ | ------------ |
| Corsa in linea maschile  | Fabian Cancellara   | 6h 23'49"    |              |
| Cronometro maschile      | Fabian Cancellara   | 1h 02'11"    |              |
| Corsa in linea femminile | Nicole Brändli      | 3h 22'52"    | 18           |
| Corsa in linea femminile | Priska Doppmann     | 3h 22'45"    | 7            |
| Corsa in linea femminile | Jennifer Hohl       | non concluso | non concluso |
| Cronometro femminile     | Priska Doppmann     | 36'27"79     | 8            |
| Cronometro femminile     | Jennifer Hohl       | 35'50"99     |              |
| Cross country maschile   | Christoph Sauser    | 1h 57'54"    | 4            |
| Cross country maschile   | Nino Schurter       | 1h 57'52"    |              |
| Cross country maschile   | Florian Vogel       | non concluso | non concluso |
| Cross country femminile  | Petra Henzi         | 1h 48'41"    | 6            |
| Cross country femminile  | Nathalie Schneitter | 1h 53'42"    | 15           |

## Equitazione
| Gara        | Atleta          | Cavallo | Dressage | Cross country | Salto | Salto di finale | Totale | Posizione |
| ----------- | --------------- | ------- | -------- | ------------- | ----- | --------------- | ------ | --------- |
| Individuale | Tiziana Realini | Gamour  | 48,90    | 32,80         | 16    |                 | 97,70  | 37        |

| Gara        | Atleta                                                                | Cavallo        | Qualificazioni | Qualificazioni | Qualificazioni | Qualificazioni | Qualificazioni | Qualificazioni | Finale  | Finale  | Finale  | Finale  | Finale | Finale |
| Gara        | Atleta                                                                | Cavallo        | Turno 1        | Turno 1        | Turno 2        | Turno 2        | Turno 3        | Turno 3        | Turno A | Turno A | Turno B | Turno B | Totale | Totale |
| Gara        | Atleta                                                                | Cavallo        | Pen.           | Pos.           | Pen.           | Pos.           | Pen.           | Pos.           | Pen.    | Pos.    | Pen.    | Pos.    | Pen.   | Pos.   |
| ----------- | --------------------------------------------------------------------- | -------------- | -------------- | -------------- | -------------- | -------------- | -------------- | -------------- | ------- | ------- | ------- | ------- | ------ | ------ |
| Individuale | Steve Guerdat                                                         | Jalisca Solier | 1              | 14             | 4              | 13             | 5              | 13             | 4       | 11      | 4       | 10      | 8      | 10     |
| Individuale | Christina Liebherr                                                    | No Mercy       | 0              | 1              | 4              | 8              | 23             | 38             |         |         |         |         |        |        |
| Individuale | Pius Schwizer                                                         | Noblesse M     | 4              | 30             | 4              | 16             | 5              | 15             | 8       | 23      |         |         |        |        |
| Individuale | Niklaus Schurtenberger                                                | Cantus         | 0              | 1              | 4              | 8              | 8              | 14             | 8       | 23      |         |         |        |        |
| Squadre     | Steve Guerdat Christina Liebherr Pius Schwizer Niklaus Schurtenberger | v. sopra       |                |                |                |                | 1              | 2              | 12      | 1       | 18      | 5       | 30     |        |

## Ginnastica

### Ginnastica artistica
| Gara                     | Atleta            | Volteggio | Corpo libero | Cavallo con maniglie | Anelli | Parallele | Sbarra | Trave  | Totale | Posizione | Finali                          |
| ------------------------ | ----------------- | --------- | ------------ | -------------------- | ------ | --------- | ------ | ------ | ------ | --------- | ------------------------------- |
| Qualificazioni maschili  | Claudio Capelli   | 13,600    | 14,475       | 14,375               | 15,325 | 14,100    | 14,674 |        | 86,550 | 35        | nessuna                         |
| Qualificazioni maschili  | Christoph Schärer | -         | 13,150       | -                    | -      | -         | 15,350 |        | 28,500 | 91        | nessuna                         |
| Qualificazioni femminili | Ariella Käslin    | 15,225    | 14,300       |                      |        | 14,650    |        | 13,875 | 58,050 | 15        | concorso individuale, volteggio |

| Gara                           | Atleta         | Punteggio | Posizione |
| ------------------------------ | -------------- | --------- | --------- |
| Concorso individuale femminile | Ariella Käslin | 58,000    | 18        |
| Volteggio femminile            | Ariella Käslin | 15,050    | 5         |

## Judo
| Gara  | Atleta            | Tabellone principale                | Tabellone principale                  | Tabellone principale               | Tabellone principale | Tabellone principale | Ripescaggi | Ripescaggi                           | Ripescaggi                         | Ripescaggi                     |
| Gara  | Atleta            | Sedicesimi                          | Ottavi                                | Quarti                             | Semifinali           | Finale               | 1º turno   | Quarti                               | Semifinali                         | Finale                         |
| ----- | ----------------- | ----------------------------------- | ------------------------------------- | ---------------------------------- | -------------------- | -------------------- | ---------- | ------------------------------------ | ---------------------------------- | ------------------------------ |
| 90 kg | Sergei Aschwanden | Michael Pinske (Germania) 0010-0002 | Mark Huizinga (Paesi Bassi) 1101-0010 | Amar Benikhlef (Algeria) 0000-0001 |                      |                      |            | Mohamed El Assri (Marocco) 0001-0000 | Eduardo Santos (Brasile) 0000-0000 | Ivan Peršin (Russia) 1000-0020 |

## Lotta
| Gara  | Atleta           | Tabellone principale               | Tabellone principale | Tabellone principale | Tabellone principale | Tabellone principale | Ripescaggi | Ripescaggi | Ripescaggi |
| Gara  | Atleta           | Sedicesimi                         | Ottavi               | Quarti               | Semifinali           | Finale               | Quarti     | Semifinali | Finale     |
| ----- | ---------------- | ---------------------------------- | -------------------- | -------------------- | -------------------- | -------------------- | ---------- | ---------- | ---------- |
| 66 kg | Grégory Sarrasin | Emin Azizov (Azerbaigian) 0-1, 0-2 |                      |                      |                      |                      |            |            |            |

## Nuoto
| Gara                           | Atleta                                              | Batterie | Batterie | Semifinali | Semifinali | Finale  | Finale |
| Gara                           | Atleta                                              | Tempo    | Pos.     | Tempo      | Pos.       | Tempo   | Pos.   |
| ------------------------------ | --------------------------------------------------- | -------- | -------- | ---------- | ---------- | ------- | ------ |
| 100 m stile libero             | Dominik Meichtry                                    | 48"55    | 16       | 49"58      | 16         |         |        |
| 200 m stile libero             | Dominik Meichtry                                    | 1'45"80  | 1        | 1'46"54    | 7          | 1'46"95 | 6      |
| 400 m stile libero             | Dominik Meichtry                                    |          |          | 3'50"55    | 27         |         |        |
| 100 m dorso                    | Jonathan Massacand                                  | 55"21    | 27       |            |            |         |        |
| 200 m dorso                    | Jonathan Massacand                                  | 2'01"80  | 32       |            |            |         |        |
| Staffetta 4x100 m stile libero | Flori Lang Dominik Meichtry Karel Nový Adrien Perez |          |          | 3'16"80    | 13         |         |        |

| Gara               | Atleta           | Batterie | Batterie | Semifinali | Semifinali | Finale     | Finale |
| Gara               | Atleta           | Tempo    | Pos.     | Tempo      | Pos.       | Tempo      | Pos.   |
| ------------------ | ---------------- | -------- | -------- | ---------- | ---------- | ---------- | ------ |
| 400 m stile libero | Flavia Rigamonti |          |          | 4'09"59    | 14         |            |        |
| 800 m stile libero | Flavia Rigamonti |          |          | 8'28"67    | 13         |            |        |
| Fondo 10 km        | Swann Oberson    |          |          |            |            | 1h 56'36"9 | 6      |

## Nuoto sincronizzato
| Gara | Atlete                             | Technical Routine | Technical Routine | Free Routine (preliminari) | Free Routine (preliminari) | Free Routine (finale) | Free Routine (finale) | Punteggio totale | Posizione finale |
| Gara | Atlete                             | Punteggio         | Pos.              | Punteggio                  | Pos.                       | Punteggio             | Pos.                  | Punteggio totale | Posizione finale |
| ---- | ---------------------------------- | ----------------- | ----------------- | -------------------------- | -------------------------- | --------------------- | --------------------- | ---------------- | ---------------- |
| Duo  | Magdalena Brunner Ariane Schneider | 44,250            | 13                | 45,000                     | 12                         | 45,000                | 12                    | 89,250           | 12               |

## Pentathlon moderno
| Gara      | Atleta            | Tiro  | Tiro  | Scherma  | Scherma | Nuoto   | Nuoto | Equitazione | Equitazione | Corsa    | Corsa | Punteggio totale | Posizione |
| Gara      | Atleta            | Punti | Punt. | Vittorie | Punt.   | Tempo   | Punt. | Punti       | Punt.       | Tempo    | Punt. | Punteggio totale | Posizione |
| --------- | ----------------- | ----- | ----- | -------- | ------- | ------- | ----- | ----------- | ----------- | -------- | ----- | ---------------- | --------- |
| Femminile | Belinda Schreiber | 188   | 1192  | 18       | 832     | 2'16"96 | 1280  | 66"82       | 1172        | 11'23"70 | 988   | 5464             | 11        |

## Scherma
| Gara                        | Atleta         | Turno 1 | Sedicesimi                      | Ottavi                            | Quarti | Semifinali | Finale |
| --------------------------- | -------------- | ------- | ------------------------------- | --------------------------------- | ------ | ---------- | ------ |
| Spada individuale maschile  | Michael Kauter | bye     | Bohdan Nikišyn (Ucraina) 15-12  | Bas Verwijlen (Paesi Bassi) 13-15 |        |            |        |
| Spada individuale femminile | Sophie Lamon   |         | María Martínez (Venezuela) 15-9 | Li Na (Cina) 10-15                |        |            |        |

## Taekwondo
| Gara  | Atleta          | Tabellone principale              | Tabellone principale | Tabellone principale | Tabellone principale | Ripescaggi | Ripescaggi |
| Gara  | Atleta          | Ottavi                            | Quarti               | Semifinali           | Finale               | Semifinali | Finale     |
| ----- | --------------- | --------------------------------- | -------------------- | -------------------- | -------------------- | ---------- | ---------- |
| 49 kg | Manuela Bezzola | Charlotte Craig (Stati Uniti) 0-4 |                      |                      |                      |            |            |

## Tennis
| Gara                | Atleta                              | Trentaduesimi                         | Sedicesimi                                        | Ottavi                                            | Quarti                                        | Semifinali                                   | Finale                                                      |
| ------------------- | ----------------------------------- | ------------------------------------- | ------------------------------------------------- | ------------------------------------------------- | --------------------------------------------- | -------------------------------------------- | ----------------------------------------------------------- |
| Singolare maschile  | Roger Federer                       | Dmitrij Tursunov (Russia) 6-4, 6-2    | Rafael Arevalo (El Salvador) 6-2, 6-4             | Tomáš Berdych (Rep. Ceca) 6-3, 7-64               | James Blake (Stati Uniti) 4-6, 62-7           |                                              |                                                             |
| Singolare maschile  | Stan Wawrinka                       | Frank Dancevic (Canada) 4-6, 6-3, 6-2 | Jürgen Melzer (Austria) 4-6, 0-6                  |                                                   |                                               |                                              |                                                             |
| Doppio maschile     | Roger Federer Stan Wawrinka         |                                       | Simone Bolelli Andreas Seppi (Italia) 7–5, 6–1    | Dmitrij Tursunov Michail Južnyj (Russia) 6–4, 6–3 | Mahesh Bhupathi Leander Paes (India) 6–2, 6–4 | Bob Bryan Mike Bryan (Stati Uniti) 7–66, 6–4 | Simon Aspelin Thomas Johansson (Svezia) 6–3, 6–4, 64–7, 6–3 |
| Singolare femminile | Timea Bacsinszky                    | Venus Williams (Stati Uniti) 3-6, 2-6 |                                                   |                                                   |                                               |                                              |                                                             |
| Singolare femminile | Patty Schnyder                      | Jill Craybas (Stati Uniti) 6-3, 6-3   | Sybille Bammer (Austria) 4-6, 4-6                 |                                                   |                                               |                                              |                                                             |
| Doppio femminile    | Patty Schnyder Emmanuelle Gagliardi |                                       | Eléni Daniilídou Anna Gerasimou (Grecia) 6-0, 6-4 | Yan Zi Zheng Jie (Cina) 3-6, 62-7                 |                                               |                                              |                                                             |

## Tiro
| Gara                         | Atleta           | Qualificazioni | Qualificazioni | Finale    | Finale       | Finale |
| Gara                         | Atleta           | Punteggio      | Pos.           | Punteggio | Punt. totale | Pos.   |
| ---------------------------- | ---------------- | -------------- | -------------- | --------- | ------------ | ------ |
| Carabina 10 m aria compressa | Simon Beyeler    | 583            | 45             |           |              |        |
| Carabina 50 m a terra        | Simon Beyeler    | 585            | 48             |           |              |        |
| Carabina 50 m a terra        | Marcel Bürge     | 590            | 32             |           |              |        |
| Carabina 50 m tre posizioni  | Marcel Bürge     | 1155           | 35             |           |              |        |
| Carabina 50 m tre posizioni  | Beat Müller      | 1164           | 21             |           |              |        |
| Pistola 10 m aria compressa  | Christoph Schmid | 573            | 33             |           |              |        |
| Pistola 50 m                 | Christoph Schmid | 542            | 40             |           |              |        |

| Gara                         | Atleta            | Qualificazioni | Qualificazioni | Finale    | Finale       | Finale |
| Gara                         | Atleta            | Punteggio      | Pos.           | Punteggio | Punt. totale | Pos.   |
| ---------------------------- | ----------------- | -------------- | -------------- | --------- | ------------ | ------ |
| Carabina 10 m aria compressa | Annik Marguet     | 391            | 33             |           |              |        |
| Carabina 10 m aria compressa | Irene Beyeler     | 395            | 16             |           |              |        |
| Carabina 50 m tre posizioni  | Annik Marguet     | 577            | 25             |           |              |        |
| Carabina 50 m tre posizioni  | Irene Beyeler     | 577            | 23             |           |              |        |
| Pistola 10 m aria compressa  | Cornelia Froelich | 381            | 17             |           |              |        |
| Pistola 10 m aria compressa  | Sandra Kolly      | 378            | 27             |           |              |        |
| Pistola 25 m                 | Sandra Kolly      | 574            | 29             |           |              |        |

## Tiro con l'arco
| Gara                  | Atleta          | Turno di qualificazione | Turno di qualificazione | Turno 1                              | Turno 2 | Ottavi | Quarti | Semifinali | Finale |
| Gara                  | Atleta          | Punteggio               | Pos.                    | Turno 1                              | Turno 2 | Ottavi | Quarti | Semifinali | Finale |
| --------------------- | --------------- | ----------------------- | ----------------------- | ------------------------------------ | ------- | ------ | ------ | ---------- | ------ |
| Individuale femminile | Nathalie Dielen | 601                     | 54                      | Natal'ja Erd'injeva (Russia) 102-107 |         |        |        |            |        |

## Triathlon
| Gara           | Atleta          | Nuoto  | Ciclismo  | Corsa  | Tempo totale | Posizione |
| -------------- | --------------- | ------ | --------- | ------ | ------------ | --------- |
| Gara maschile  | Reto Hug        | 18'55" | 58'20"    | 33'53" | 1h 52'04"93  | 29        |
| Gara maschile  | Olivier Marceau | 18'55" | 58'18"    | 32'37" | 1h 50'50"07  | 19        |
| Gara maschile  | Sven Riederer   | 18'14" | 58'52"    | 33'11" | 1h 51'19"45  | 23        |
| Gara femminile | Magali Messmer  | 19'50" | 1h 04'22" | 36'39" | 2h 01'50"74  | 13        |
| Gara femminile | Daniela Ryf     | 19'56" | 1h 04'17" | 35'31" | 2h 00'40"20  | 7         |
| Gara femminile | Nicola Spirig   | 20'17" | 1h 03'54" | 35'20" | 2h 00'30"48  | 6         |

## Vela
| Gara                   | Atleta                           | Regata | Regata | Regata | Regata | Regata | Regata | Regata | Regata | Regata | Regata     | Regata | Punteggio | Pos. |
| Gara                   | Atleta                           | 1      | 2      | 3      | 4      | 5      | 6      | 7      | 8      | 9      | 10         | M      | Punteggio | Pos. |
| ---------------------- | -------------------------------- | ------ | ------ | ------ | ------ | ------ | ------ | ------ | ------ | ------ | ---------- | ------ | --------- | ---- |
| Windsurf               | Richard Stauffacher              | 9      | 11     | 11     | 13     | 9      | 18     | 15     | 8      | 17     | 22         |        | 111       | 14   |
| Laser maschile         | Christoph Bottoni                | 34     | 13     | 32     | 40     | 39     | 44 BFD | 36     | 24     | 33     | cancellata |        | 241       | 37   |
| Laser Radial femminile | Nathalie Brugger                 | 13     | 6      | 12     | 12     | 22     | 10     | 10     | 8      | 9      | cancellata | 10     | 90        | 6    |
| 470 maschile           | Enrico De Maria Flavio Marazzi   | 21     | 23     | 5      | 25     | 7      | 30 OCS | 27     | 26     | 9      | 19         |        | 162       | 23   |
| 470 femminile          | Emmanuelle Rol Anne-Sophie Thilo | 15     | 9      | 7      | 13     | 3      | 5      | 20 OCS | 15     | 18     | 19         |        | 114       | 17   |
| Star                   | Tobias Etter Felix Steiger       | 9      | 7      | 9      | 9      | 5      | 5      | 6      | 11     | 4      | 1          | 4      | 59        | 5    |